# STS-58
STS-58 — 57-й політ у рамках програми НАСА «Спейс Шаттл» і 15-й космічний політ шатла «Колумбія» в рамках програми НАСА з проведення різноманітних медико-біологічних експериментів. Дослідження проводилися в лабораторному модулі «Спейслеб» у вантажному відсіку шатла. Експедиція стартувала 18 жовтня 1993 року з Космічного центру імені Кеннеді в штаті Флорида.

## Екіпаж
- (НАСА): Джон Блаха (англ. John E. Blaha) Командир (4)

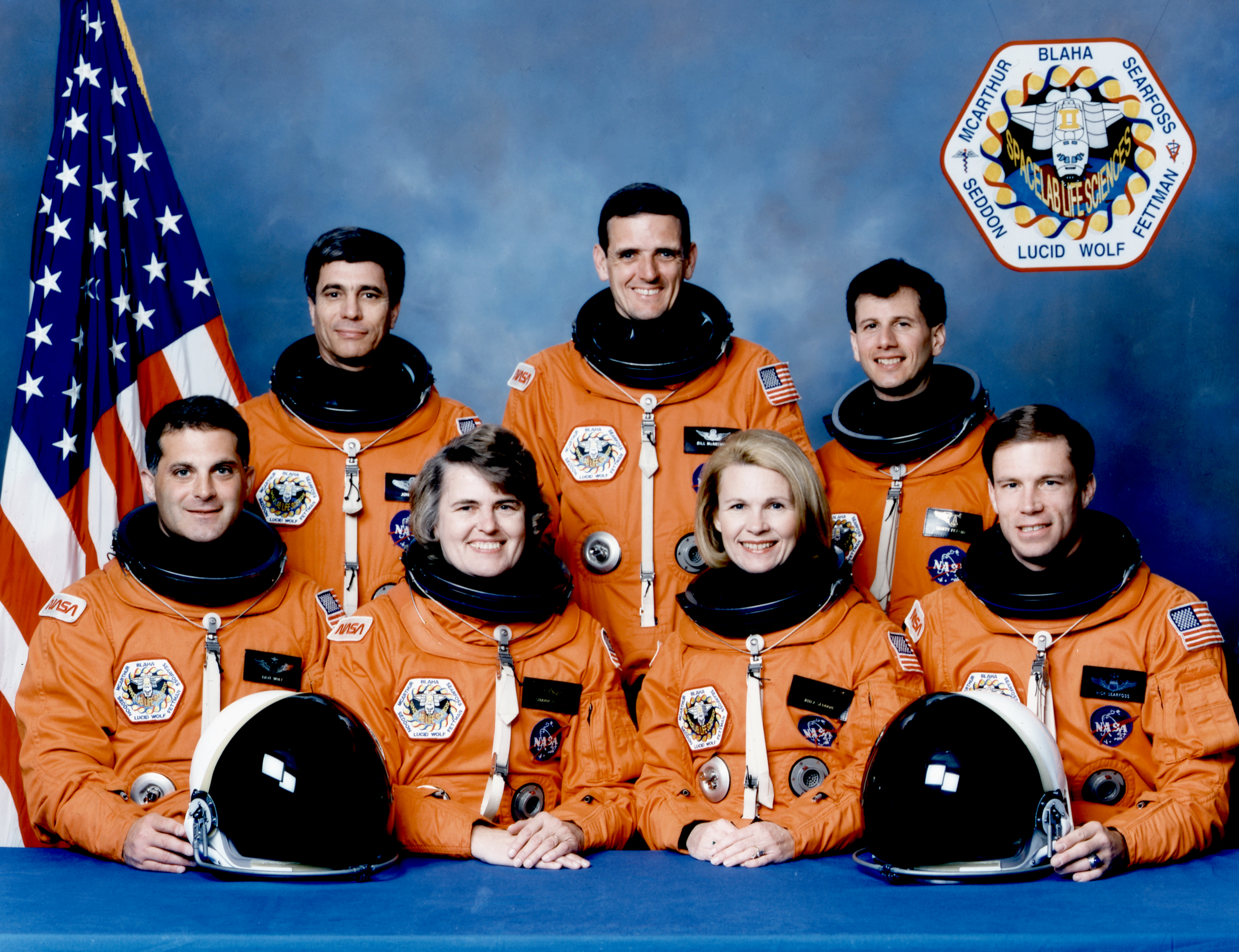
Екіпаж STS-58. Зліва направо: Вулф, Лусід, Седдон, Сірфосс; Стоять: Блаха, Макартур, Феттман

- Пілот: Річард Сірфосс (1)
- Спеціаліст з програмою польоту 1: Маргарет Седдон (3)
- Спеціаліст з програмою польоту 2: Вільям Макартур (1)
- Спеціаліст з програмою польоту 3: Девід Вулф (1)
- Спеціаліст з програмою польоту 4: Шеннон Лусід (4)
- Спеціаліст з корисного навантаження 1: Мартін Феттман (1)